# Tsesi
Tsesi (en georgiano: წესი) es un pueblo de Georgia ubicado en el centro de la región de Racha-Lechjumi y Baja Esvanetia, siendo parte del municipio de Ambrolauri. 

## Geografía
Tsesi está en la orilla derecha del río Rioni, a 5 kilómetros de Ambrolauri. Tsesi es parte de la región histórica de Racha. 

## Historia
En la época feudal media y tardía, Tseshi fue la residencia de los nobles de Racha, aquí se encontraba la iglesia local y una fortaleza, de la que hoy sólo quedan sus ruinas.  

## Demografía
La evolución demográfica de Tsesi entre 2002 y 2014 fue la siguiente:
| 628                                             | 461 |
| (Fuente: Population of Georgia in Soviet times) |     |

Según los datos del censo de 2014, los georgianos suponen el 99,8% de la población local.

## Infraestructura

### Arquitectura, monumentos y lugares de interés
En 1753, se construyó la nueva iglesia abovedada de Barakoni. También se conservan las ruinas de varias fortalezas e iglesias de la época feudal.